# Meister des Deokarus-Altars
Als Meister des Deokarus-Altars (nach lateinischer Schreibweise auch Meister des Deocarus-Altars) wird ein fränkischer Bildschnitzer bezeichnet, der im Nürnberg des Mittelalters tätig war. Der namentlich nicht bekannte Künstler erhielt seinen Notnamen nach den Figuren, die er im 15. Jahrhundert für den Altar des heiligen Abtes Deokarus in der Kirche St. Lorenz in Nürnberg geschnitzt hat.

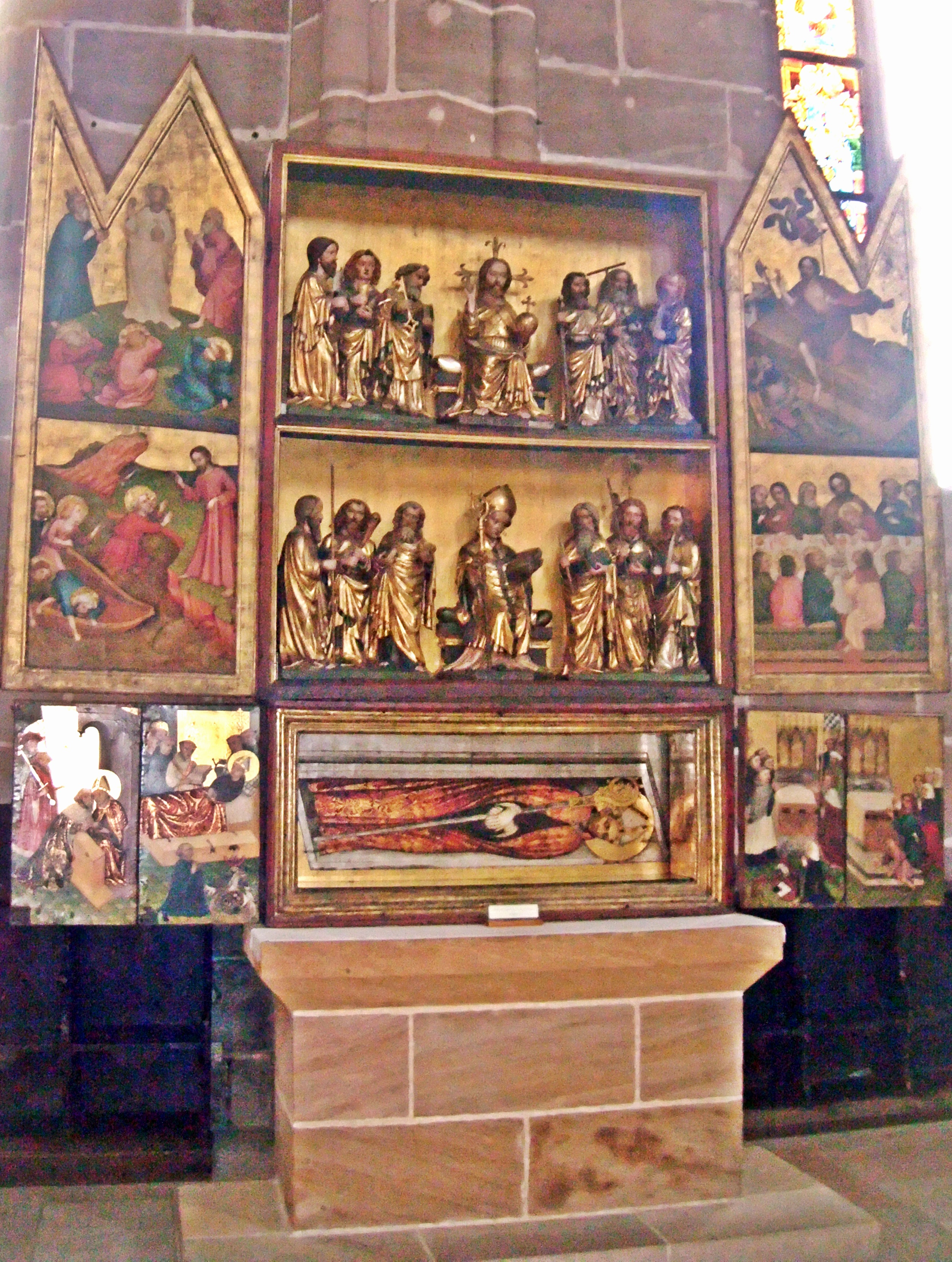
Deocarus-Altar in Nürnberg, St. Lorenz; 1437

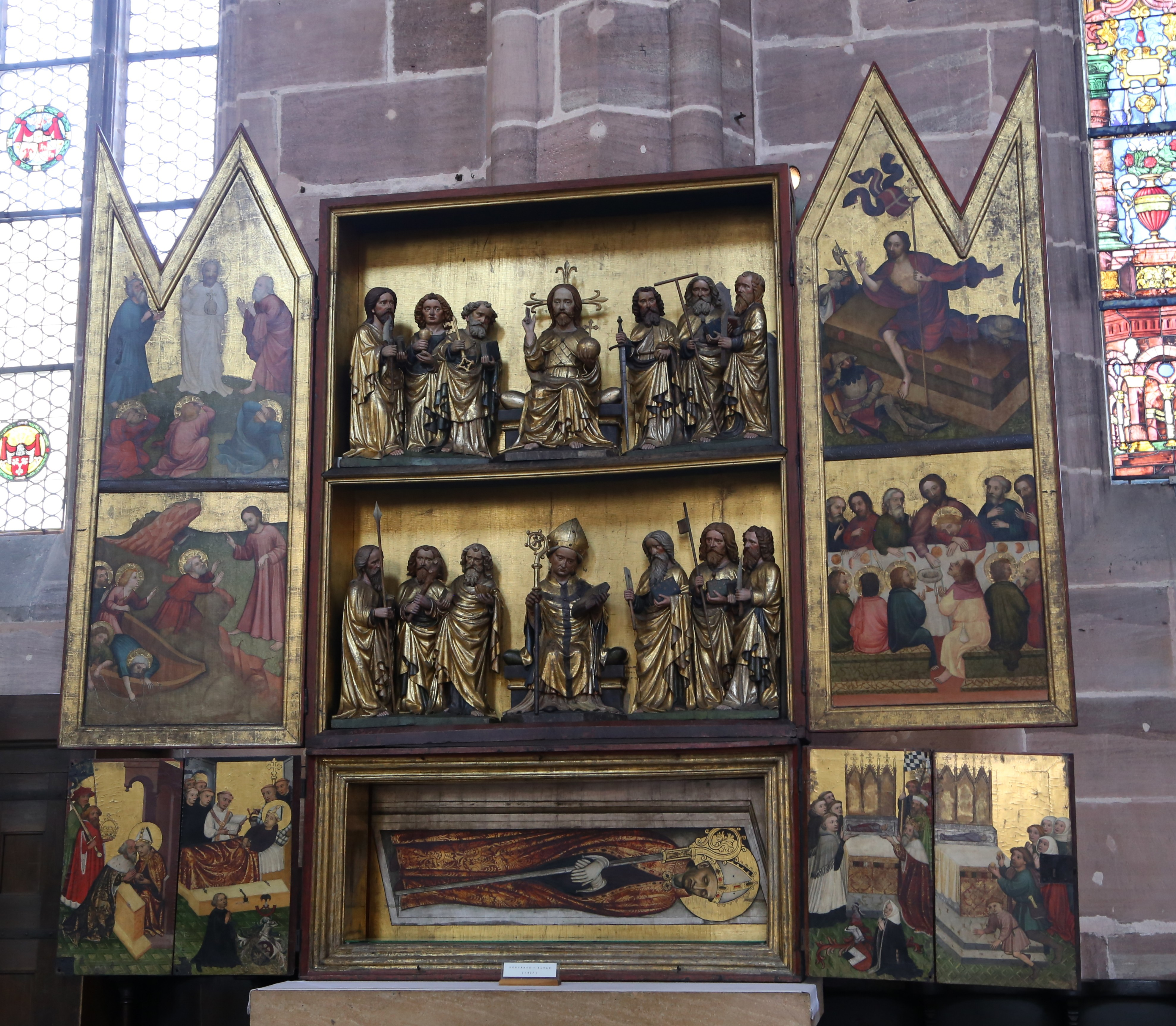
Deocarus-Altar

Der Deokarus-Altar zeigt in geöffnetem Zustand im Mittelteil den thronenden Christus und den Heiligen Deokarus, beide von je drei stehenden Apostelfiguren umgeben. Die wohl in einer anderen Werkstatt gemalten Flügel des Altars stellen Szenen aus dem Leben Christi und die Auferstehung dar. Die ebenfalls gemalte Predella darunter zeigt Szenen aus der Legende des Deokarus und ein Großbild des liegenden Heiligen. Seit der Überführung der Reliquien des Deokarus aus Herrieden in die Lorenzkirche im Jahr 1316 hatte sich die Ehrung des Heiligen in der Reichsstadt Nürnberg stark entwickelt, auch wenn er trotz der Nürnberger Bemühungen nicht formell durch Rom als Heiliger kanonisiert war. Die Predella war vermutlich für die Aufnahme eines heute nicht mehr erhaltenen Reliquiengefäßes bestimmt. Ein silberner Reliquienschrein des heiligen Deokarus wurde 1437 von Andreas und Margarete Volckamer für die Kirche gestiftet. Das Stifterpaar ist auf der Predella dargestellt. Es kann angenommen werden, dass der gesamte Altar ebenfalls im Rahmen ihrer Stiftung fertiggestellt wurde. Allerdings gab es auch Vermutungen, dass die Schnitzfiguren bereits früher im Jahr 1406 erstellt und in den Altar eingebunden wurden.
St. Lorenz wurde bereits 1529 eine evangelisch-lutherische Kirche. Der Deokarus-Altar blieb jedoch eines der vielen mittelalterlichen Kunstwerke in Nürnberg, die in und nach der Zeit der Reformation nicht aus ihrer Kirche entfernt wurden. Der Altar ist für ein Verständnis der Entwicklung der Nürnberger Malerei und Bilderschnitzerei und für eine Interpretation der Stellung der religiösen Kunst und ihrer Handwerker im mittelalterlichen Leben von Bedeutung.
Die Auftragsarbeit des Meisters des Deokarus-Altars wie auch der in der gleichen Kirche erhalten gebliebene Altar des Meisters des Imhoff-Altars und andere beispielsweise durch den Meister des Deichsler-Altars und den Meister des Tucheraltars ausgeführte Altarstiftungen in Nürnberg zeigen zusammen mit den bekannteren Werken des Veit Stoss in der Stadt die Bedeutung, die Bürger solchen Stiftungen zur Heiligenehrung im Mittelalter zugeschrieben haben. Auch waren Altäre zur Pflege eines Reliquienkultes bis in die Zeit der Reformation ein wichtiger Anziehungspunkt für Pilger aus der Umgebung, was die Anfertigung einer Predella zum Deokarus-Altar zur Aufnahme von Reliquien zeigt.
In den Anfängen der Kunstgeschichte wurde die genaue Identifizierung des Namens des Schnitzmeisters des Deokarus-Altars besprochen, heute wird dem meist weniger Bedeutung zugemessen und das Kunstwerk selbst und nicht die Persönlichkeit dieses Meisters in den Mittelpunkt der Betrachtung des Altars gestellt.